# Multibanco
Multibanco ist der einheitliche Geldautomaten-Verbund und das Debitkarten-System der Banken in Portugal.

Aktuelles Multibanco-Logo

## Unternehmen
Multibanco wird vom portugiesischen Unternehmen Sociedade Interbancaria de Servicos, S.A. (SIBS) geführt, einer privaten Aktiengesellschaft, deren Aktien von 27 Aktionären gehalten werden, sämtlich aus dem portugiesischen Banksektor. 1985 wurde an einer Banco-Nacional-Ultramarino-Filiale (heute Caixa Geral de Depósitos) am Rossio in Lissabon der erste Automat aufgestellt.
Dem System sind mit 64 Banken, vier Sparkassen, und 110 Genossenschaftsbanken weitgehend alle Kreditinstitute des Landes angeschlossen.

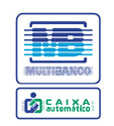
Früheres Multibanco-Logo

## Funktionen und Gebühren
Mit seinen etwa 60 Funktionen zählt es zu den leistungsfähigsten Systemen weltweit. Neben den Möglichkeiten, Bargeld zu erhalten oder Zahlungen zu leisten, ähnlich dem Electronic-Cash-System, bzw. den Girokarten in Deutschland, bieten die Multibancos noch eine Reihe weiterer Möglichkeiten, darunter Alfa-Pendular- und Intercidades-Bahnfahrkartenkauf, verschiedene Steuern- und Gebührenzahlungen (Wasser, Strom, Studiengebühren u. a.), Jagd- und Angelscheinerwerb, Aufladung von Mobilfunkguthaben, PIN-Änderungen, Via Verde-Autobahnvignetten, u. a. Es werden alle gängigen Kreditkarten- und Debitkartensysteme akzeptiert, darunter VISA, Mastercard, EC, Cirrus, American Express, u. a.
Das Bedienungsmenü kann in verschiedenen Sprachen gewählt werden, auch in Deutsch. Auszahlungen sind auf 400,- Euro täglich begrenzt.
Portugiesische Banken berechnen keine Gebühren für Abhebungen an Multibancos, jedoch werden Kunden ausländischer Banken oft Gebühren für Auszahlungen daheim von ihrer Bank berechnet.

## Akzeptanz und Verbreitung

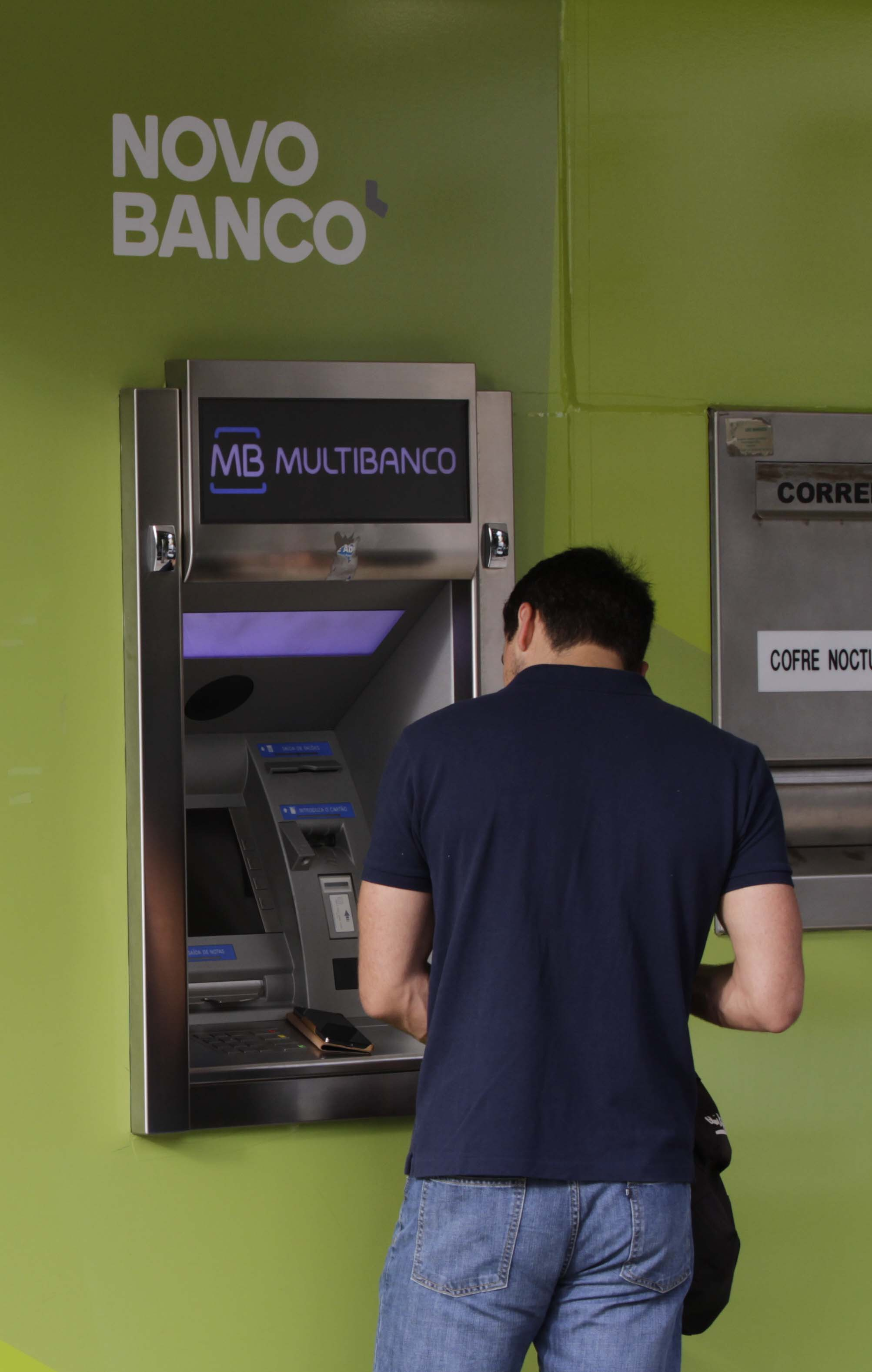
Ein Kunde am Multibanco-Automat einer Filiale der Novo Banco in Lissabon.

Die Multibancos genießen eine ausgesprochen breite Akzeptanz und machen aus Portugal das Land mit einer der höchsten Bankautomatendichte weltweit. In Portugal, einschließlich der Azoren und Madeira, ist die Zahl der Automaten bis zum Jahr 2010 auf 14.126 angewachsen, um 2011 erstmals in seiner Geschichte zu fallen, auf 13.991 Stück. Der Grund liegt in der zuletzt schrumpfenden Zahl von Bankschaltern in Portugal infolge von Bankenfusionen und ihren Kostenreduzierungsprogrammen. Auch die Zahl der Kartenterminals, etwa im Einzelhandel, ist erstmals zurückgegangen, und lag 2011 bei rund 274.000.
2009 wurde das Multibanco-System mit dem European eGovernment Award ausgezeichnet.